# Улица Васенко (Челябинск)

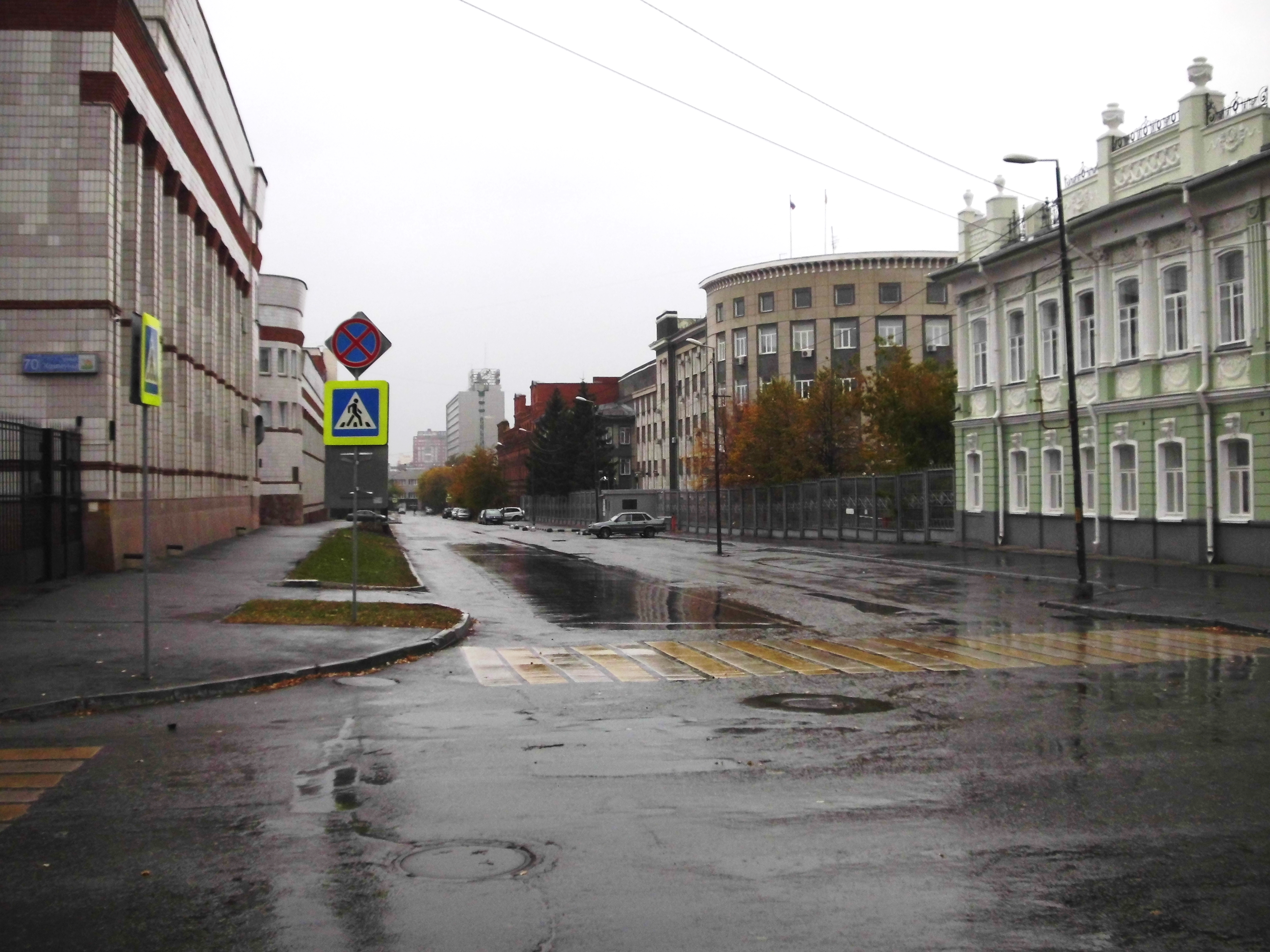
Улица Васенко. Вид в северном направлении от пересечения с улицей Коммуны

У́лица Васе́нко (до 1920 года Оренбургская) — расположена в Центральном районе Челябинска, параллельно улицам Елькина и Красной.

## История
Улица возникла после 1795 г. под названием Пермская улица (Пермятская). При внедрении в 1852 г. нового плана застройки города получила название Маршаловская ул. в честь челябинского купца Ивана Маршалова. С 1881 г. — Плановая Оренбургская ул., затем просто Оренбургская. С февраля 1920 г. — современное название в честь одного из руководителей челябинской большевистской организации Евдокима Васенко, в 1917—1918 годах возглавлявшего Челябинский комитет РСДРП, а также городской совет рабочих и солдатских депутатов и убитого в 1918 году во время вооружённого мятежа Чехословацкого корпуса на станции Челябинск. На улице есть исторические здания построенные в начале XX века.

## Расположение
Берет свое начало неподалеку от гостиницы «Малахит» и между улицами Красная и Елькина идет в направлении с севера на юг, оканчиваясь около жилого дома на улице Сони Кривой. Протяженность улицы составляет 857 метров. На большей своей части улица имеет по одной полосе движения в одну сторону.

## Достопримечательности

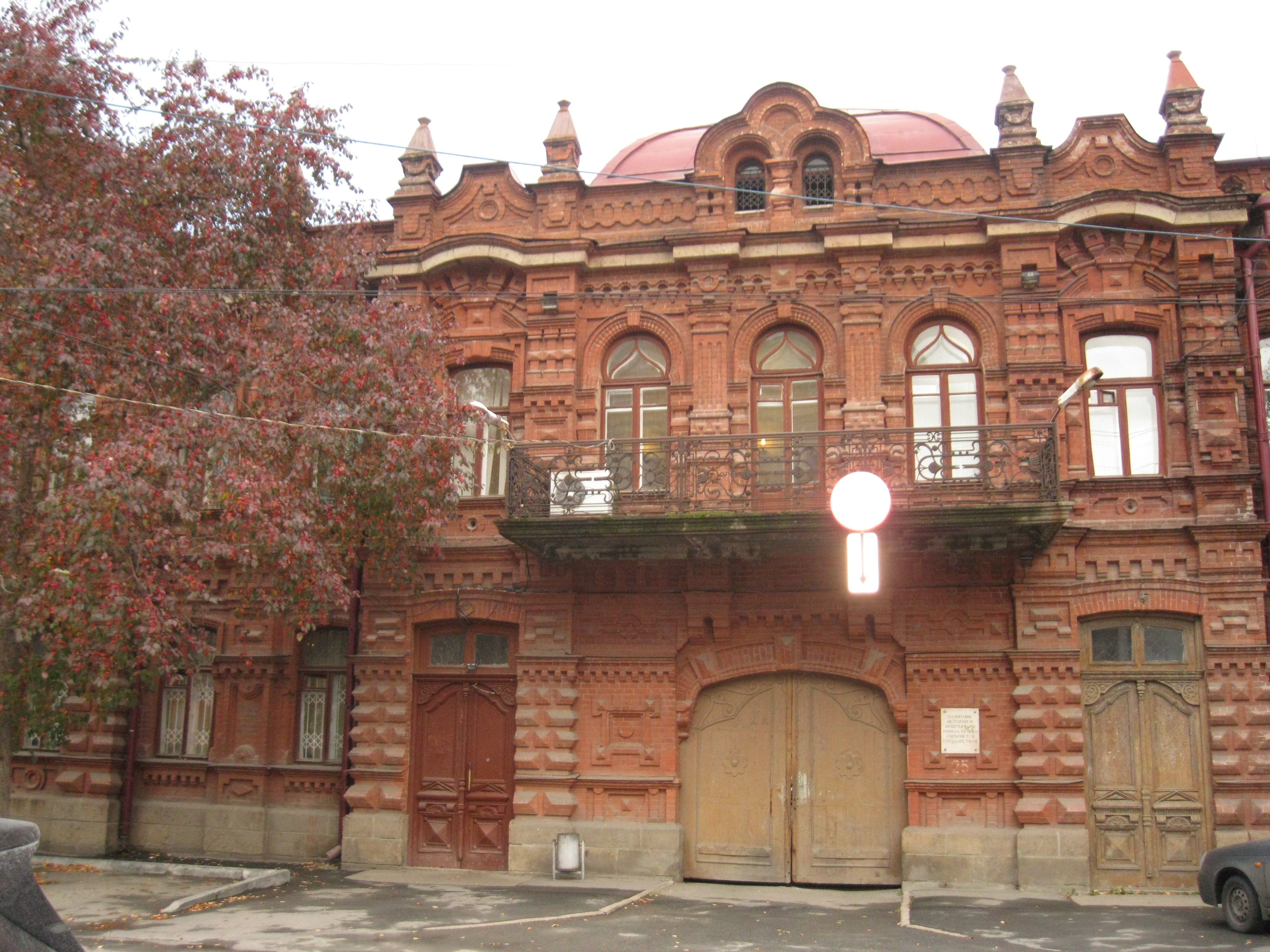
Особняк Хованова

Особняк Хованова — в оценочных ведомостях недвижимого имущества г. Челябинска за 1901 г. на ул. Оренбургской (ныне ул. Васенко, 25) упоминается пятикомнатный дом «запасного рядового» Д. Ф. Хованова (1858-22.05.1910). Хованов Дорофей Филиппович (первоначально имел деревянный дом на улице Уральской, что в Заречье (1891), торговал лесом и изделиями из леса. Его торговые лавки располагались на Восточной и Хлебной площадях Челябинска. Пробовал баллотироваться в гласные в 1906 г., но безуспешно. Особняк был построен Д. Ф. Ховановым в 1908—1910 гг. Дорофей Хованов погиб во время строительства своего дома, упав с лесов. Сын Дорофея Филлиповича Геннадий (1880—1956) перенял дело отца, но почти сразу же столкнулся с финансовыми трудностями. Он начал сдавать часть своего дома в аренду. Так, в 1913 г. в доме Хованова помещения арендовал доктор-акушер Б. М. Шехтер. В 1913 г. за долги дом продан с торгов. Дом купил троицкий купец Г. А. Башкиров. Позднее за 60 тыс. рублей этот особняк купило Товарищество «Лаптевы и Манаев». В ноябре 1916 г. в газете «Челябинский листок» появилась заметка о передачи этим товариществом дома по Оренбургской ул. в дар городу для организации приюта. В 1923 г. бывший дом Ховановых был муниципализирован, но уже в 1920—1922 гг. в этом здании размещались сотрудники ЧК.
Здание бывшей чаеразвесочной фабрики — чаеразвесочная фабрика Кузнецова А. — Губкина А. открыта в Челябинске в 1904 г. товариществом «Преемник Алексея Губкина Александр Кузнецов и Ко». Располагалась в каменном здании (впоследствии занятом химфармзаводом), в котором осуществлялась развеска и расфасовка чая. У истоков фирмы стоял кунгурский 1-й гильдии купец А. С. Губкин (1816-83), переместивший в 1881 г. главную контору в Москву. После смерти Губкина чайное дело продолжил его внук А. Г. Кузнецов, который и основал в 1891 г. вышеназванное паевое товарищество. Ценные бумаги компании принадлежали главным образом родственным семьям Кузнецовых и Ушаковых. Председателем товарищества в 1891—1917 годы являлся А. Е. Владимиров, по происхождению великоустюжский купец, член совета Московского купеческого банка, товарищ председателя совета Московского купеческого банка (с 1914 г.). После смерти Кузнецова дело продолжили его младшие братья и сестры. В начале 1900-х годов один из братьев Кузнецова купил в Челябинске деревянный дом (в 1970-е годы он ещё находился на территории бывшего химфармзавода) и землю для строительства фабрики. В 1909 г. на чаеразвесочной фабрике товарищества «Преемник Алексея Губкина Александр Кузнецов и Ко» работало 2 тыс. человек.

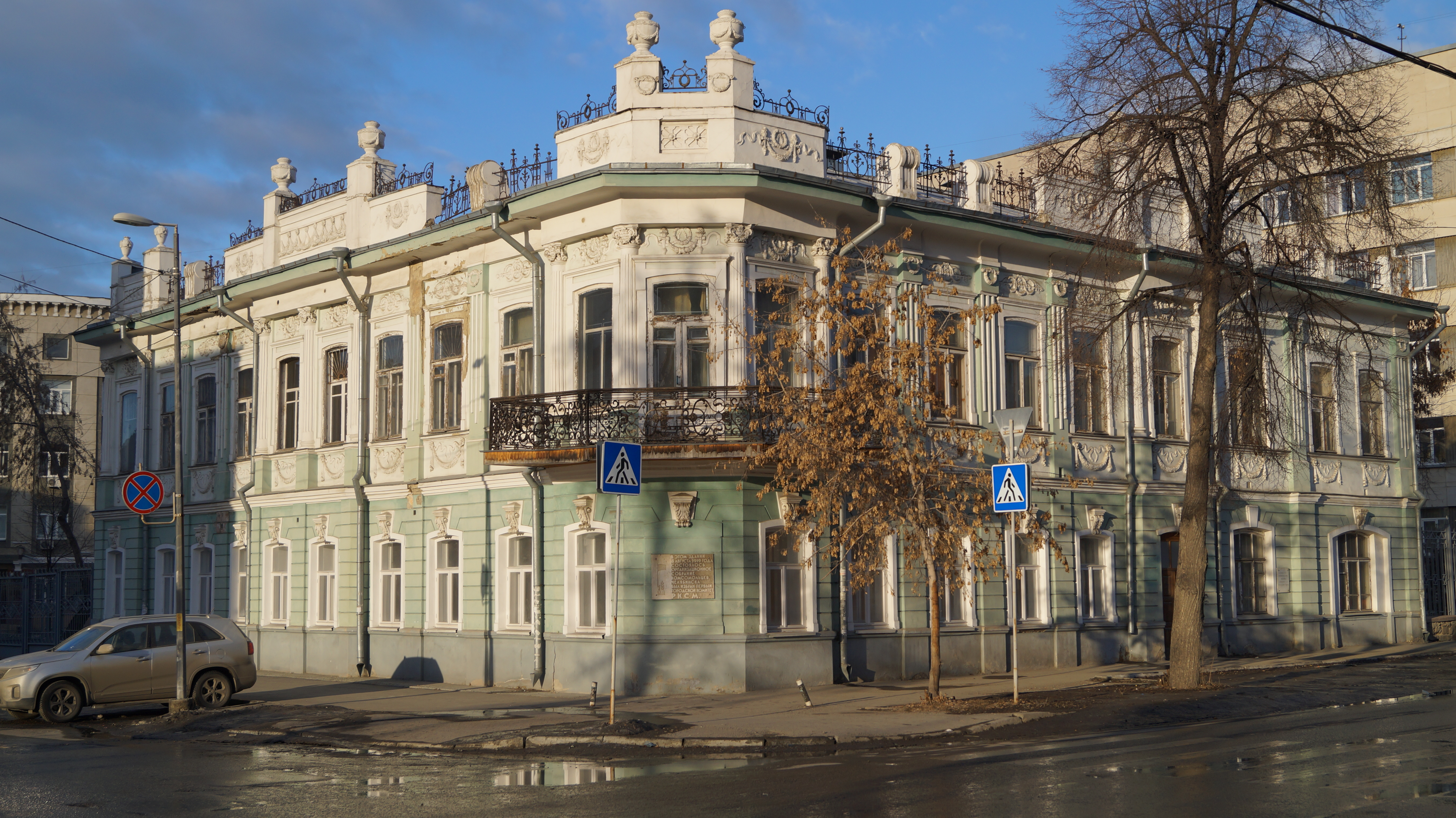
Особняк Архипова

Особняк Архипова — особняк на углу Скобелевской и Оренбургской возведён в 1909—1911 годы и первоначально был главным строением усадьбы с надворными постройками. Здание было построено без определённого стиля, что очень характерно для конца XIX — начала XX века, когда в ходу были очень эклектичные (то есть смешанные, разностилевые) архитектурные решения.
Дом в стиле позднего модерна, построен «глаголем» (Г-образной формы), со скошенным юго-западным углом, ориентированным на перекресток. Здание двухэтажное, оштукатурено, первый этаж кирпичный, второй — деревянный. Кровля металлическая, сложной формы. Над карнизом, соответственно пилястрам, располагаются фигурные парапетные столбики с завершением в виде волюты, между которыми — металлическая кованая ажурная решетка. Принцип композиционного решения уличных фасадов — центрально-осевая симметрия. Подчеркнута архитектурная декорация на уличных фасадах: угол, центральный и фланговые участки фасадов на 2-м этаже выделены вертикальным членением по всей высоте с колоннами, имеющими лепные композитные капители. Скошенный угол акцентирован балконом с металлической ажурной кованой решеткой. Первоначально под ним располагался вход на первый этаж. Над венчающим карнизом — массивные аттики, завершенные крупными белокаменными вазонами. Здание завершает карниз с широкой выносной частью и гладким фризом, первоначально нижняя часть карнизной плиты имела лепной орнамент. Стены первого этажа на уличных фасадах рустованные. В разное время в особняке размещались губком и окружком РКП(б), детдом, домтрест, жилуправление, Уралгипроводхоз и прочие учреждения. В 1920-е годы здесь располагается редакция газеты «Советская правда» (будущий «Челябинский рабочий»).